# Andreas Dreitz
Andreas Dreitz (Lichtenfels, RFA, 31 de diciembre de 1988) es un deportista alemán que compite en triatlón. Ganó una medalla de oro en el Campeonato Europeo de Ironman 70.3 de 2016.

## Palmarés internacional
| Campeonato Europeo | Campeonato Europeo   | Campeonato Europeo | Campeonato Europeo |
| Año                | Lugar                | Medalla            | Prueba             |
| ------------------ | -------------------- | ------------------ | ------------------ |
| 2016               | Wiesbaden (Alemania) | Medalla de oro     | Individual         |